# Carin Runeson
Carin Gunilla Runeson, född 6 april 1947 i Skinnskatteberg, är en svensk politiker (socialdemokrat) och journalist. Hon var ordinarie riksdagsledamot 2006–2014, invald för Dalarnas läns valkrets.
I riksdagen var Runeson ledamot i utrikesutskottet 2008–2014. Hon var även suppleant i bland annat socialutskottet, utrikesutskottet, Nordiska rådets svenska delegation och OSSE-delegationen.